# Cantonul Meslay-du-Maine
Cantonul Meslay-du-Maine este un canton din arondismentul Laval, departamentul Mayenne, regiunea Pays de la Loire, Franța.

## Comune
- Arquenay
- Bannes
- La Bazouge-de-Chemeré
- Bazougers
- Le Bignon-du-Maine
- Chémeré-le-Roi
- Cossé-en-Champagne
- La Cropte
- Épineux-le-Seguin
- Maisoncelles-du-Maine
- Meslay-du-Maine (reședință)
- Saint-Denis-du-Maine
- Saint-Georges-le-Fléchard
- Saulges